# Olympische Sommerspiele 1996/Leichtathletik – 400 m Hürden (Männer)

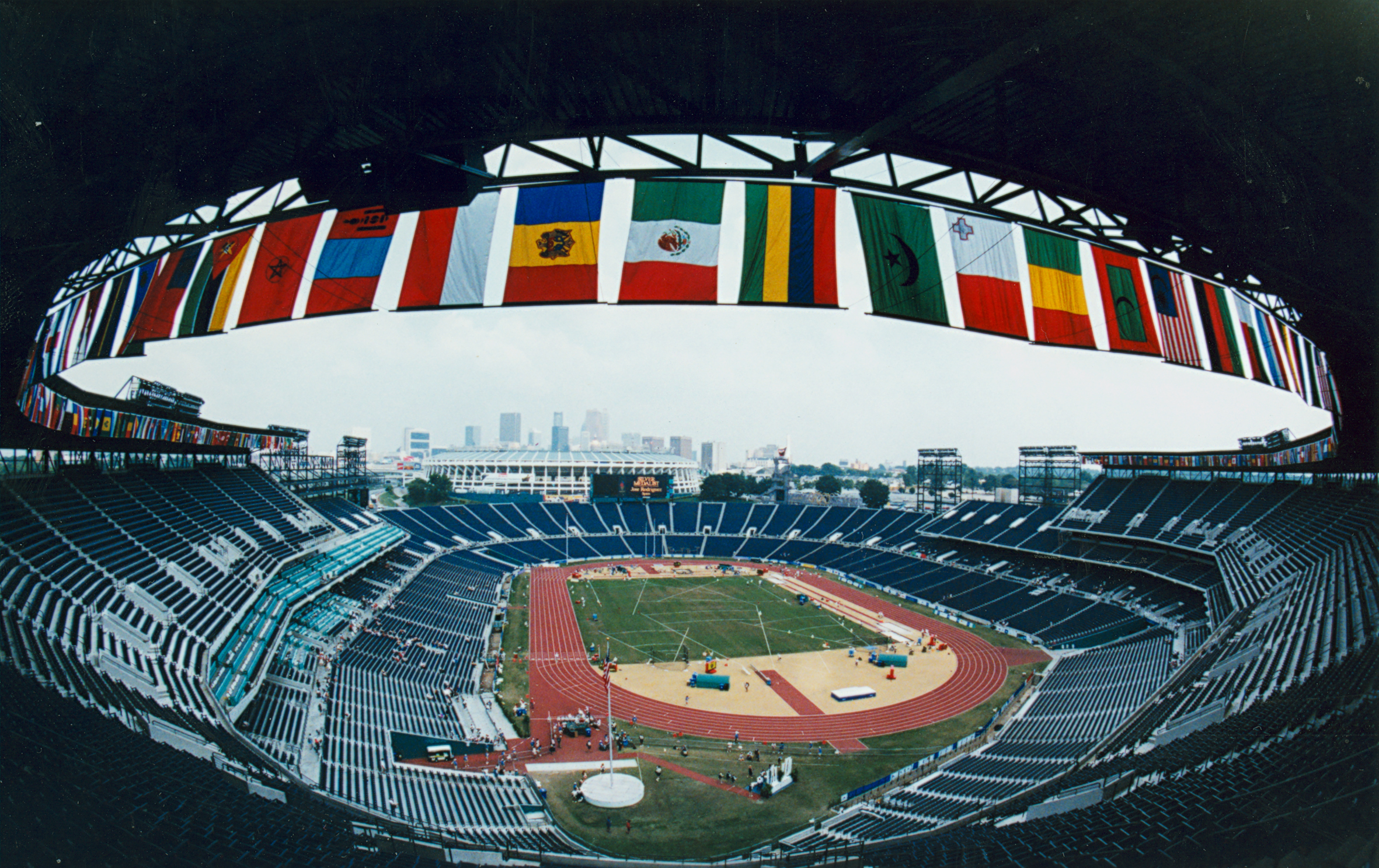
Das Centennial Olympic Stadium von Atlanta im Jahr 1996

Der 400-Meter-Hürdenlauf der Männer bei den Olympischen Spielen 1996 in Atlanta wurde am 29. und 31. Juli sowie am 1. August 1996 im Centennial Olympic Stadium ausgetragen. 55 Athleten nahmen teil.
Olympiasieger wurde der US-Amerikaner Derrick Adkins. Er gewann vor dem Sambier Samuel Matete und Calvin Davis aus den USA.
Der Schweizer Marcel Schelbert schied in der Vorrunde aus.

Athleten aus Deutschland, Österreich und Liechtenstein nahmen nicht teil.

## Aktuelle Titelträger
| Olympiasieger 1992                      | Kevin Young ( USA)              | 46,78 s | Barcelona 1992       |
| Weltmeister 1995                        | Derrick Adkins ( USA)           | 47,98 s | Göteborg 1995        |
| Europameister 1994                      | Oleh Twerdochleb ( Ukraine)     | 48,06 s | Helsinki 1994        |
| Panamerikanischer Meister 1995          | Eronilde de Araújo ( Brasilien) | 49,29 s | Mar del Plata 1995   |
| Zentralamerika und Karibik-Meister 1995 | José Pérez ( Kuba)              | 49,2 s  | Guatemala-Stadt 1995 |
| Südamerika-Meister 1995                 | Eronilde de Araújo ( Brasilien) | 48,63 s | Manaus 1995          |
| Asienmeister 1995                       | Mubarak al-Nubi ( Katar)        | 50,17 s | Jakarta 1995         |
| Afrikameister 1996                      | Ibou Faye ( Senegal)            | 49,60 s | Yaoundé 1996         |
| Ozeanienmeister 1994                    | Nick Bolton ( Neuseeland)       | 53,01 s | Auckland 1994        |

## Bestehende Rekorde
| Weltrekord         | 46,78 s | Kevin Young ( USA) | Finale OS Barcelona, Spanien | 6. August 1992 |
| Olympischer Rekord | 46,78 s | Kevin Young ( USA) | Finale OS Barcelona, Spanien | 6. August 1992 |

Der bestehende olympische Rekord, gleichzeitig Weltrekord, wurde bei diesen Spielen nicht erreicht. Im schnellsten Rennen, dem Finale, verfehlte der US-amerikanische Olympiasieger Derrick Adkins mit seinen 47,54 s den Rekord um 76 Hundertstelsekunden.
Anmerkung:
Alle Zeiten sind in Ortszeit Atlanta (UTC−5) angegeben.

## Vorrunde
29. Juli 1996
Die Athleten traten zu insgesamt sieben Vorläufen an. Für das Halbfinale qualifizierten sich pro Lauf zunächst einmal nur die ersten beiden Sportler. Darüber hinaus kamen die beiden Zeitschnellsten, die sogenannten Lucky Loser, weiter. Die direkt qualifizierten Sportler sind hellblau, die Lucky Loser hellgrün unterlegt.

### Vorlauf 1
11:45 Uhr
| Platz | Name              | Nation         | Zeit (s) |
| ----- | ----------------- | -------------- | -------- |
| 1     | Ibou Faye         | Senegal        | 48,84    |
| 2     | Fabrizio Mori     | Italien        | 48,90    |
| 3     | Kazuhiko Yamazaki | Japan          | 49,07    |
| 4     | Dinsdale Morgan   | Jamaika        | 49,16    |
| 5     | Kehinde Aladefa   | Nigeria        | 49,60    |
| 6     | Peter Crampton    | Großbritannien | 49,78    |
| 7     | Gilbert Hashan    | Mauritius      | 49,94    |
| 8     | Salvador Vila     | Spanien        | 50,55    |

### Vorlauf 2
11:50 Uhr
| Platz | Name               | Nation    | Zeit (s) |
| ----- | ------------------ | --------- | -------- |
| 1     | Eronilde de Araújo | Brasilien | 48,52    |
| 2     | Laurent Ottoz      | Italien   | 48,92    |
| 3     | Carlos Silva       | Portugal  | 49,09    |
| 4     | Mubarak al-Nubi    | Katar     | 49,27    |
| 5     | Miro Kocuvan       | Slowenien | 49,66    |
| 6     | Jean-Paul Bruwier  | Belgien   | 49,69    |
| 7     | Barnabas Kinyor    | Kenia     | 49,82    |
| 8     | Mugur Mateescu     | Rumänien  | 49,97    |

### Vorlauf 3
11:55 Uhr
| Platz | Name                    | Nation        | Zeit (s) |
| ----- | ----------------------- | ------------- | -------- |
| 1     | Samuel Matete           | Sambia        | 48,21    |
| 2     | Rohan Robinson          | Australien    | 48,89    |
| 3     | Erick Keter             | Kenia         | 49,03    |
| 4     | Vadim Zadoinov          | Moldau        | 49,73    |
| 5     | Hadi Soua’an al-Somaily | Saudi-Arabien | 49,94    |
| 6     | Hamadou M'baye          | Senegal       | 50,30    |
| 7     | Llewellyn Herbert       | Südafrika     | 51,13    |

### Vorlauf 4

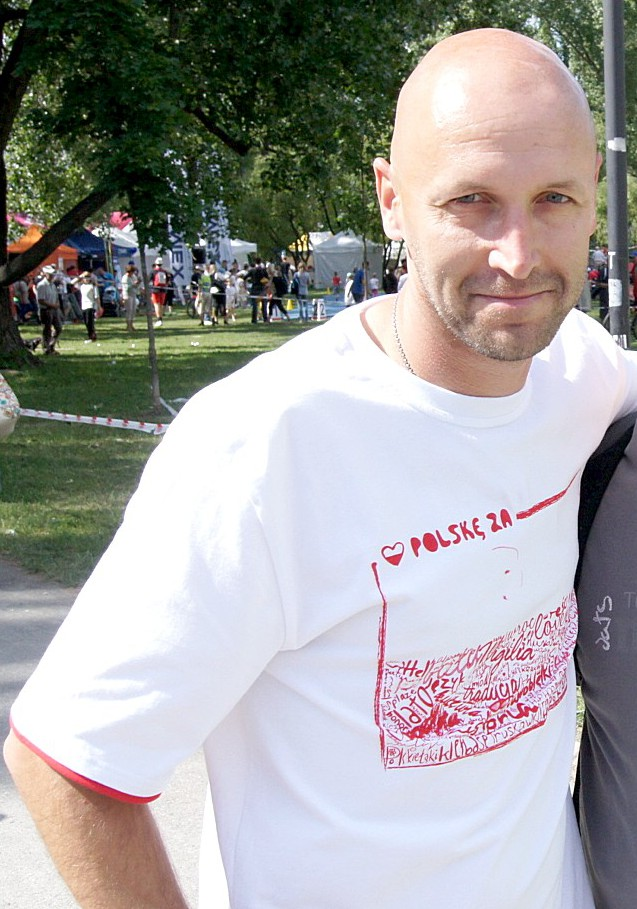
Paweł Januszewski (hier in einer Aufnahme von 2012) schied als Dritter seines Vorlaufs aus

12:00 Uhr
| Platz | Name                | Nation     | Zeit (s) |
| ----- | ------------------- | ---------- | -------- |
| 1     | Bryan Bronson       | USA        | 49,06    |
| 2     | Dusán Kovács        | Ungarn     | 49,23    |
| 3     | Paweł Januszewski   | Polen      | 49,63    |
| 4     | Hideaki Kawamura    | Japan      | 49,88    |
| 5     | Julius Masvanise    | Simbabwe   | 50,16    |
| 6     | Jozef Kucej         | Slowakei   | 50,31    |
| 7     | Amadou Sy Savané    | Guinea     | 50,90    |
| 8     | Simon Hollingsworth | Australien | 52,16    |

### Vorlauf 5
12:05 Uhr
| Platz | Name                 | Nation         | Zeit (s) |
| ----- | -------------------- | -------------- | -------- |
| 1     | Jonathan Ridgeon     | Großbritannien | 49,21    |
| 2     | Marc Dollendorf      | Belgien        | 49,49    |
| 3     | Ruslan Maschtschenko | Russland       | 49,94    |
| 4     | Egīls Tēbelis        | Lettland       | 50,73    |
| 5     | Domingo Cordero      | Puerto Rico    | 51,20    |
| 6     | Marcel Schelbert     | Schweiz        | 51,20    |
| 7     | Curt Young           | Panama         | 55,20    |
| DNF   | Winthrop Graham      | Jamaika        |          |

### Vorlauf 6
12:10 Uhr
| Platz | Name               | Nation    | Zeit (s) |
| ----- | ------------------ | --------- | -------- |
| 1     | Calvin Davis       | USA       | 48,94    |
| 2     | Sven Nylander      | Schweden  | 49,54    |
| 3     | Ashraf Saber       | Italien   | 49,71    |
| 4     | Gideon Biwott      | Kenia     | 49,74    |
| 5     | Tom McGuirk        | Irland    | 50,76    |
| 6     | Cléverson da Silva | Brasilien | 51,23    |
| 7     | Oscar Pitillas     | Spanien   | 51,35    |
| 8     | Lancelot Gittens   | Guyana    | 54,79    |

### Vorlauf 7
12:15 Uhr
| Platz | Name             | Nation          | Zeit (s) |
| ----- | ---------------- | --------------- | -------- |
| 1     | Derrick Adkins   | USA             | 48,46    |
| 2     | Éverson Teixeira | Brasilien       | 48,52    |
| 3     | Ken Harnden      | Simbabwe        | 48,54    |
| 4     | Neil Gardner     | Jamaika         | 48,59    |
| 5     | Shunji Karube    | Japan           | 48,96    |
| 6     | Gary Jennings    | Großbritannien  | 50,41    |
| 7     | Íñigo Monreal    | Spanien         | 52,23    |
| 8     | Ivan Wakit       | Papua-Neuguinea | 53,42    |

## Halbfinale
31. Juli 1996
In den beiden Halbfinalläufen qualifizierten sich die jeweils ersten vier Athleten für das Finale (hellblau unterlegt).

### Lauf 1
19:15 Uhr
| Platz | Name               | Nation         | Zeit (s) |
| ----- | ------------------ | -------------- | -------- |
| 1     | Derrick Adkins     | USA            | 47,76    |
| 2     | Sven Nylander      | Schweden       | 48,21    |
| 3     | Fabrizio Mori      | Italien        | 48,43    |
| 4     | Eronilde de Araújo | Brasilien      | 48,45    |
| 5     | Dusán Kovács       | Ungarn         | 48,57    |
| 6     | Ken Harnden        | Simbabwe       | 48,61    |
| 7     | Jonathan Ridgeon   | Großbritannien | 49,43    |
| 8     | Bryan Bronson      | USA            | 50,32    |

### Lauf 2
19:20 Uhr
| Platz | Name             | Nation     | Zeit (s) |
| ----- | ---------------- | ---------- | -------- |
| 1     | Calvin Davis     | USA        | 47,91    |
| 2     | Éverson Teixeira | Brasilien  | 48,28    |
| 3     | Samuel Matete    | Sambia     | 48,28    |
| 4     | Rohan Robinson   | Australien | 48,28    |
| 5     | Neil Gardner     | Jamaika    | 48,30    |
| 6     | Laurent Ottoz    | Italien    | 48,52    |
| 7     | Ibou Faye        | Senegal    | 48,84    |
| 8     | Marc Dollendorf  | Belgien    | 48,91    |

## Finale

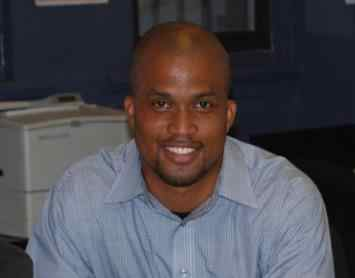
Olympiasieger Derrick Adkins
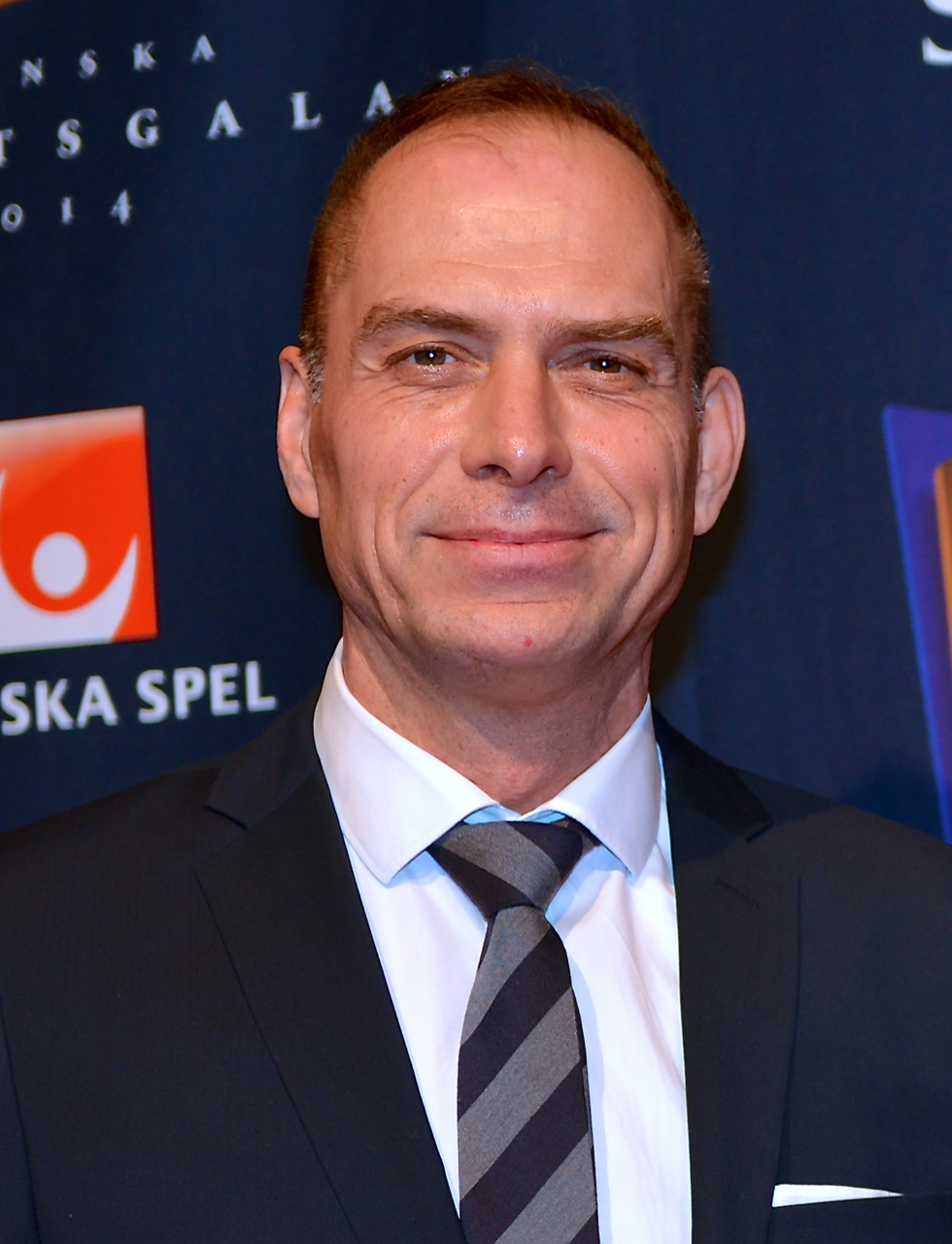
Der viertplatzierte Sven Nylander (hier im Jahr 2014) verpasste die Bronzemedaille um zwei Hundertstelsekunden

1. August 1996, 20:25 Uhr
| Platz | Name               | Nation     | Zeit (s) |
| ----- | ------------------ | ---------- | -------- |
| 1     | Derrick Adkins     | USA        | 47,54    |
| 2     | Samuel Matete      | Sambia     | 47,78    |
| 3     | Calvin Davis       | USA        | 47,96    |
| 4     | Sven Nylander      | Schweden   | 47,98    |
| 5     | Rohan Robinson     | Australien | 48,30    |
| 6     | Fabrizio Mori      | Italien    | 48,41    |
| 7     | Éverson Teixeira   | Brasilien  | 48,57    |
| 8     | Eronilde de Araújo | Brasilien  | 48,78    |

Für das Finale hatten sich zwei US-Amerikaner und zwei Brasilianer qualifiziert. Komplettiert wurde das Finalfeld durch je einen Starter aus Australien, Italien, Sambia und Schweden.
Als Favorit galt der Sambier Samuel Matete, im Vorjahr Vizeweltmeister hinter dem US-Amerikaner Derrick Adkins. Im Olympiajahr war Matete vor den Spielen in Atlanta die besten Zeiten gelaufen und in vier von fünf Duellen vor Adkins im Ziel gewesen. Anwärter auf die Plätze hinter diesen beiden klaren Favoriten waren der russische WM-Vierte Ruslan Maschtschenko und der schwedische Vizeeuropameister Sven Nylander, 1995 WM-Fünfter. Maschtschenko war allerdings im Vorlauf bereits ausgeschieden.
Adkins führte das Feld an der siebten Hürde an. Eingangs der Zielgeraden lag der US-Amerikaner weiter vorn, aber sein Vorsprung war knapp. Sein Landsmann Calvin Davis folgte, dahinter lagen fast gleichauf Nylander und der Brasilianer Eronilde de Araújo. Auf den nächsten fünfzig Metern änderte sich wenig, aber dann setzte sich Derrick Adkins mit dem besten Stehvermögen noch klar ab von seinen Gegnern und wurde Olympiasieger. De Araújo gingen derweil die Kräfte aus und er fiel noch zurück bis auf den letzten Platz. Von hinten kämpfte sich Matete noch einmal weit nach vorne und fing mit den letzten Schritten sogar noch den nachlassenden Davis ab. So gewann Samuel Matete wie schon bei den Weltmeisterschaften 1993 und 1995 die Silbermedaille. Calvin Davis wurde Dritter hauchdünn vor Sven Nylander – die beiden trennten zwei Hundertstelsekunden – und dem Australier Rohan Robinson. Der Italiener Fabrizio Mori belegte den sechsten Platz vor Éverson Teixeira aus Brasilien.
Im 21. olympischen Finale lief Derrick Adkins zum sechzehnten US-Sieg über 400 Meter Hürden.
Samuel Matete gewann die erste olympische Medaille in der Leichtathletik für Sambia.

## Videolinks
- Men's 400m Hurdles Final Atlanta Olympics 01-08-1996, youtube.com, abgerufen am 4. Januar 2022
- Men's 400m Hurdles Final Atlanta Olympics 1996, youtube.com, abgerufen am 1. März 2018